# Hlušice
Hlušice (deutsch Groß Hluschitz) ist eine Gemeinde im Okres Hradec Králové in Tschechien.

## Geographie
Hlušice befindet sich rund 23 Kilometer von Hradec Králové entfernt. Die angrenzenden Orte sind Vinary u Smidar, Starý Bydžov und Nový Bydžov im Okres Hradec Králové bzw. Královéhradecký kraj sowie Kněžice u Městce Králové und Sloveč im Okres Nymburk bzw. Středočeský kraj.
Durch das Dorf verlaufen drei Buslinien, die mitsamt den Straßen die wichtigste Verkehrsanbindung darstellen. Zudem gibt es im Ort eine Grundschule, die 170 Kinder beherbergt, bei durchschnittlich 17 Kindern pro Klasse. 2009 wurde dort ein moderner Spielplatz mitsamt einer Minigolfanlage erbaut. Neben der Schule befindet sich ein Sportplatz, der zwei Fußballfelder, ein Mehrzweckplatz, ein Tennisplatz und ein Volleyballplatz umfasst. Weiterhin gibt es einen Kindergarten mit 36 Kindern. Das Dorf verfügt auch über ein Kulturzentrum, in dem sich Einwohner zu verschiedensten Anlässen treffen. In der Gemeinde sind außerdem zwei Friseure, ein Nagelstudio, eine Konditorei, eine Fahrschule, eine Reparaturwerkstatt für Fernseher und eine Schneiderei vorhanden.

## Geschichte
Bereits seit der Jungsteinzeit siedelten Menschen im Gebiet des heutigen Dorfs. Archäologische Funde, wie unter anderem Keramik, Waffen und Werkzeuge, belegen eine Besiedlung im 5. Jahrtausend vor Christus.
Erstmals urkundlich erwähnt wurde Hlušice 1322, als es im Besitz von Sulek von Hlušec war. Der Ortsteil Hlušičky wurde hingegen erstmals 1385 erwähnt. Ab 1730 besaß die Familie Martinic Hlušice. Unter ihnen wurde ein Schloss in der Gemeinde im Stil des Frühbarocks erbaut. 1743 wurde das Dorf von Graf Kamil Colloredo von Waldsee gekauft, welcher eine neue Schule im Dorf errichtete. Nach der Gründung von Nová Skřeněř (einem Ortsteil der Nachbargemeinde Nový Bydžov) 1771 gab es viel mehr Kinder, die in Hlušice unterrichtet werden mussten. Deshalb entschied man sich dazu, eine neue Schule zu bauen. Aufgrund der Koalitionskriege musste der Bau der Schule allerdings bis 1817 warten. Erst dann wurde das zweistöckige Schulgebäude unter Rosina Colloredová erbaut. Heutzutage fungiert diese alte Schule als Gemeindebüro.
1789 wurde das alte Schloss in Hlušice wegen Baufälligkeit abgerissen. Es folgte 1852 die Errichtung eines neuen Schlosses im Stil der Neogotik. Dieses befindet sich im Südosten des alten Schlosses. Im Nordosten des ehemaligen Schlosses wurde ein Schlosspark mitsamt einem Wildgehege eingerichtet. 1749 wurde im Dorf zudem die Schlosskapelle im Stil des Barocks erbaut. 1903–1904 wurde diese in die heutige Kirche St. Wenzel umgebaut.

## Ortsteile
- Hlušice (deutsch Groß Hluschitz)
- Hlušičky (deutsch Klein Hluschitz)

## Bevölkerungsentwicklung
| Jahr      | 1869 | 1880 | 1890 | 1900 | 1910 | 1921 | 1930 | 1950 | 1961 | 1970 | 1980 | 1991 | 2001 | 2011 | 2021 |
| --------- | ---- | ---- | ---- | ---- | ---- | ---- | ---- | ---- | ---- | ---- | ---- | ---- | ---- | ---- | ---- |
| Einwohner | 1130 | 1191 | 1158 | 1083 | 1162 | 1140 | 1078 | 936  | 899  | 779  | 725  | 705  | 739  | 705  | 672  |

## Sehenswürdigkeiten
- Schloss Hlušice
- Kirche St. Wenzel
- Rathaus
- Statue des böhmischen Landesheiligen Johann Nepomuk.

## Persönlichkeiten
- Jaroslav Kolman Cassius (1883–1951), Dichter, Dramatiker und Journalist
- Zdenek Dvořák (1897–1943), akademischer Bildhauer und Medailleur

## Galerie

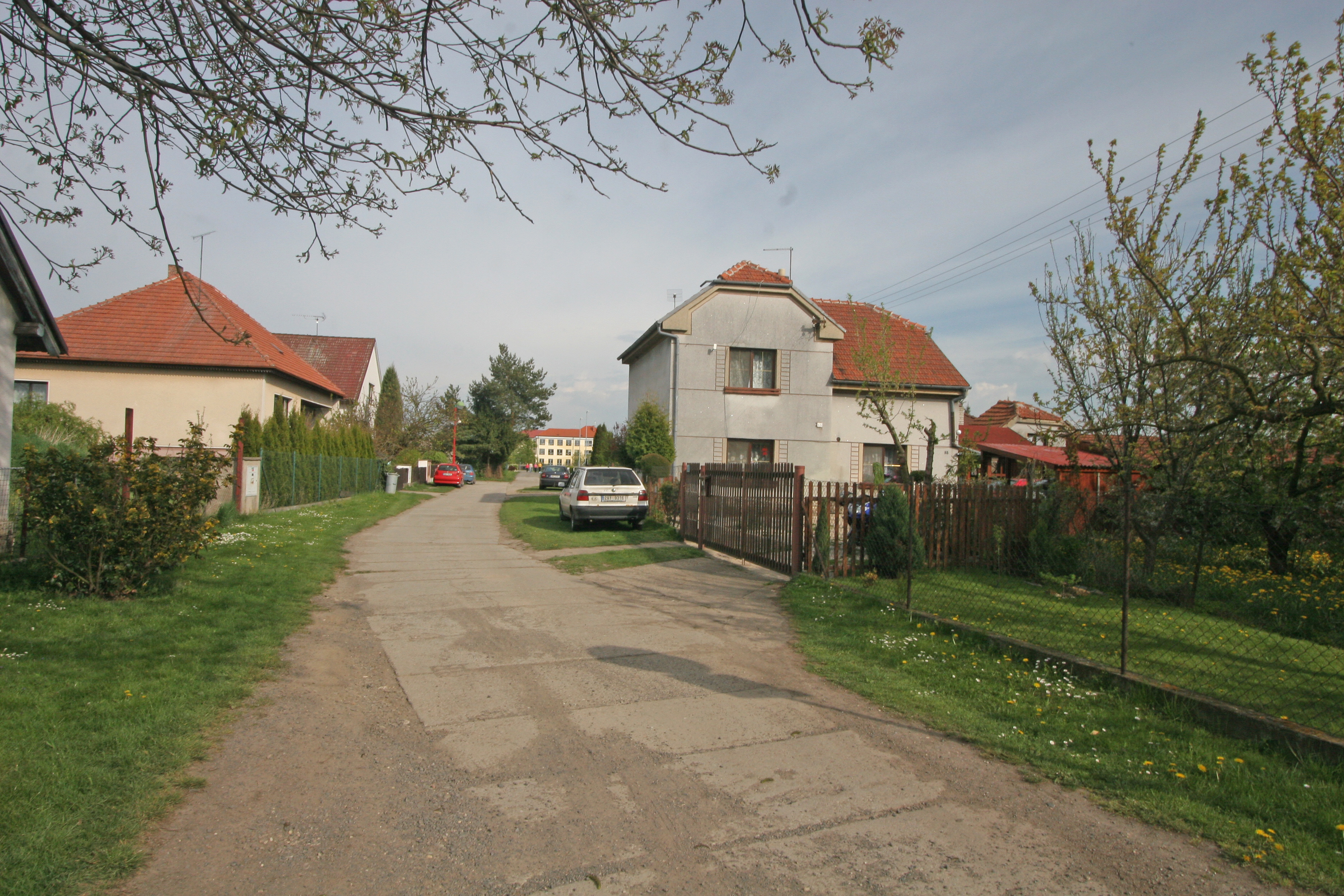
Straße in Hlušice
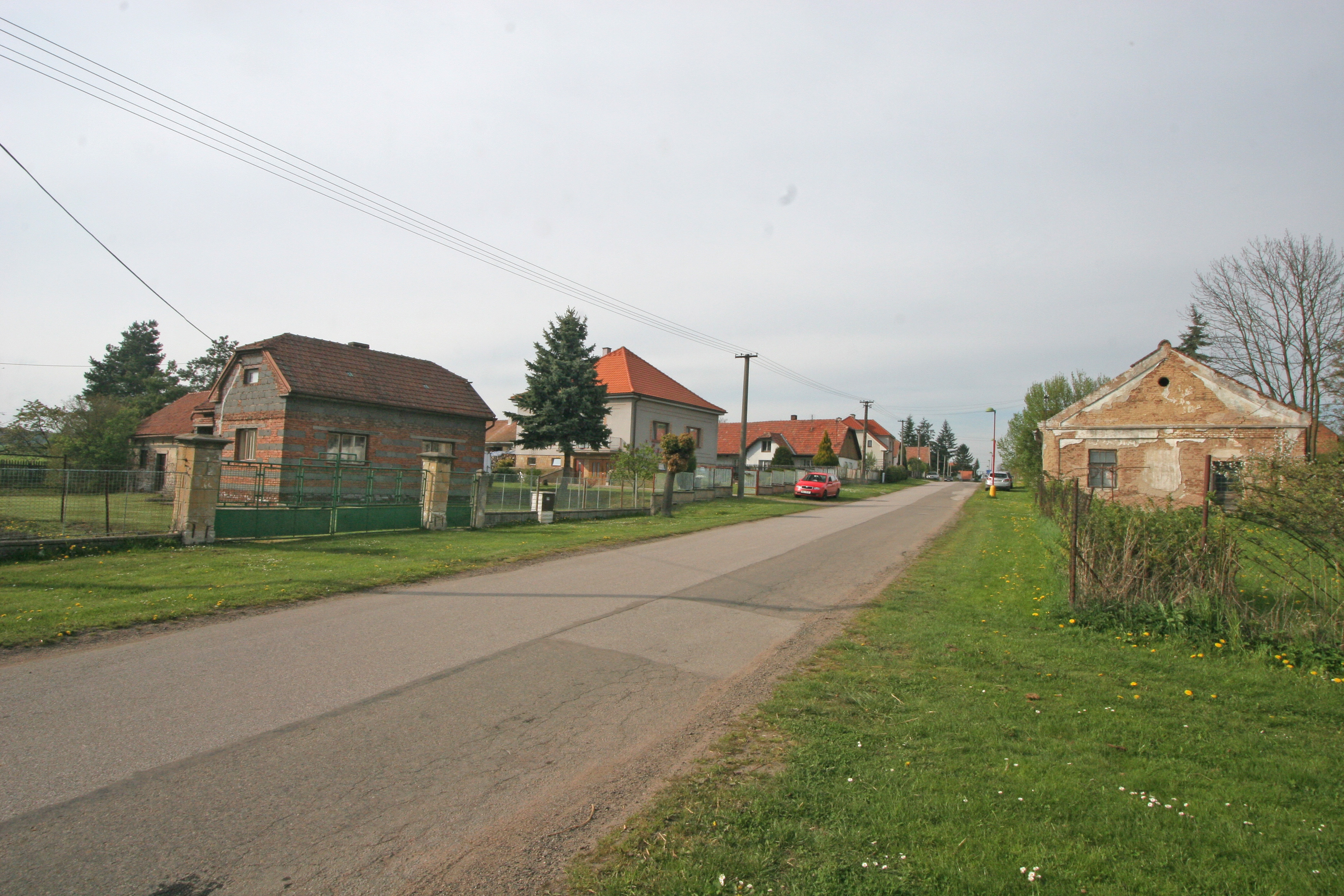
Ortsteil Hlušičky
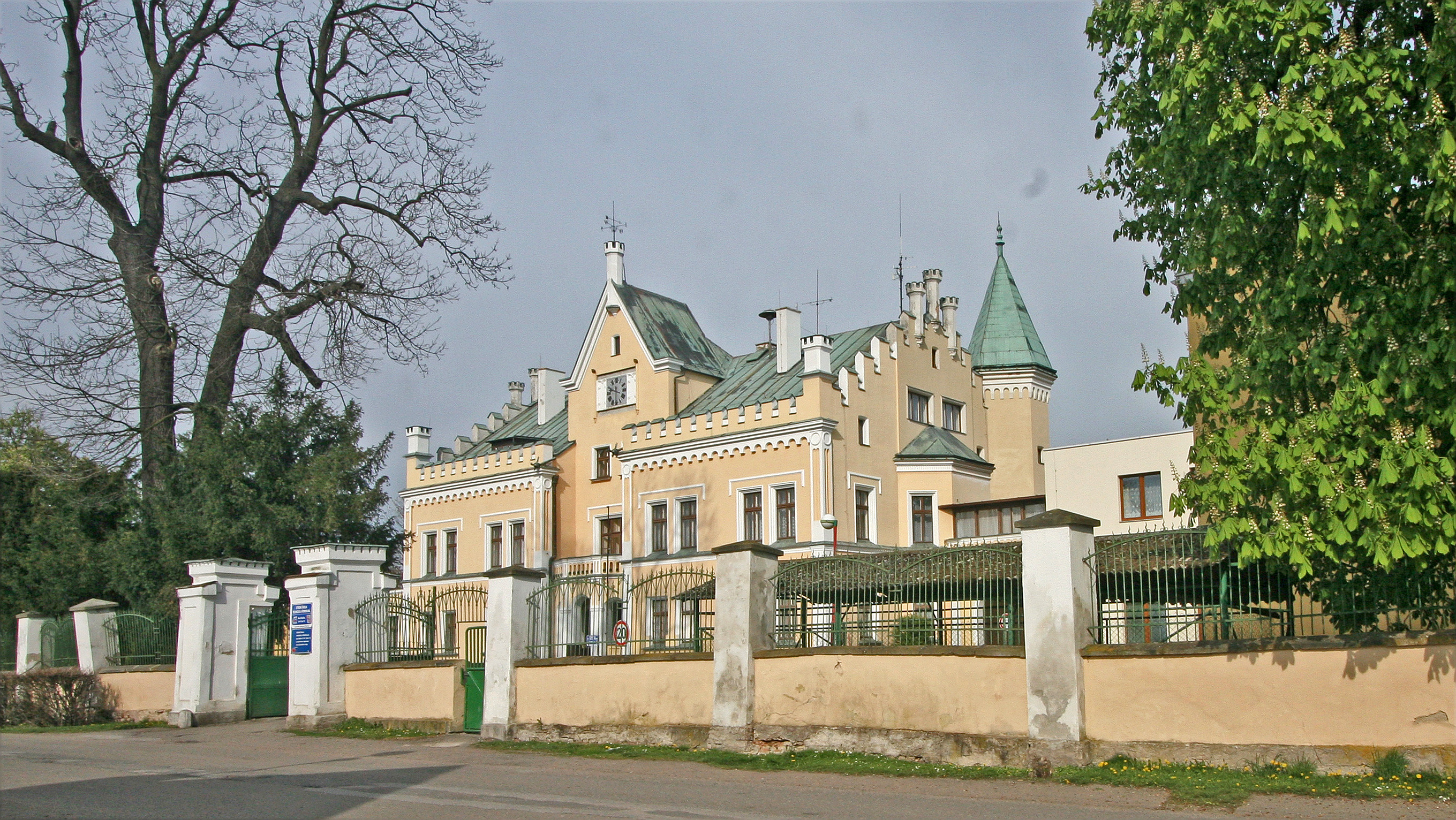
Schloss Hlušice
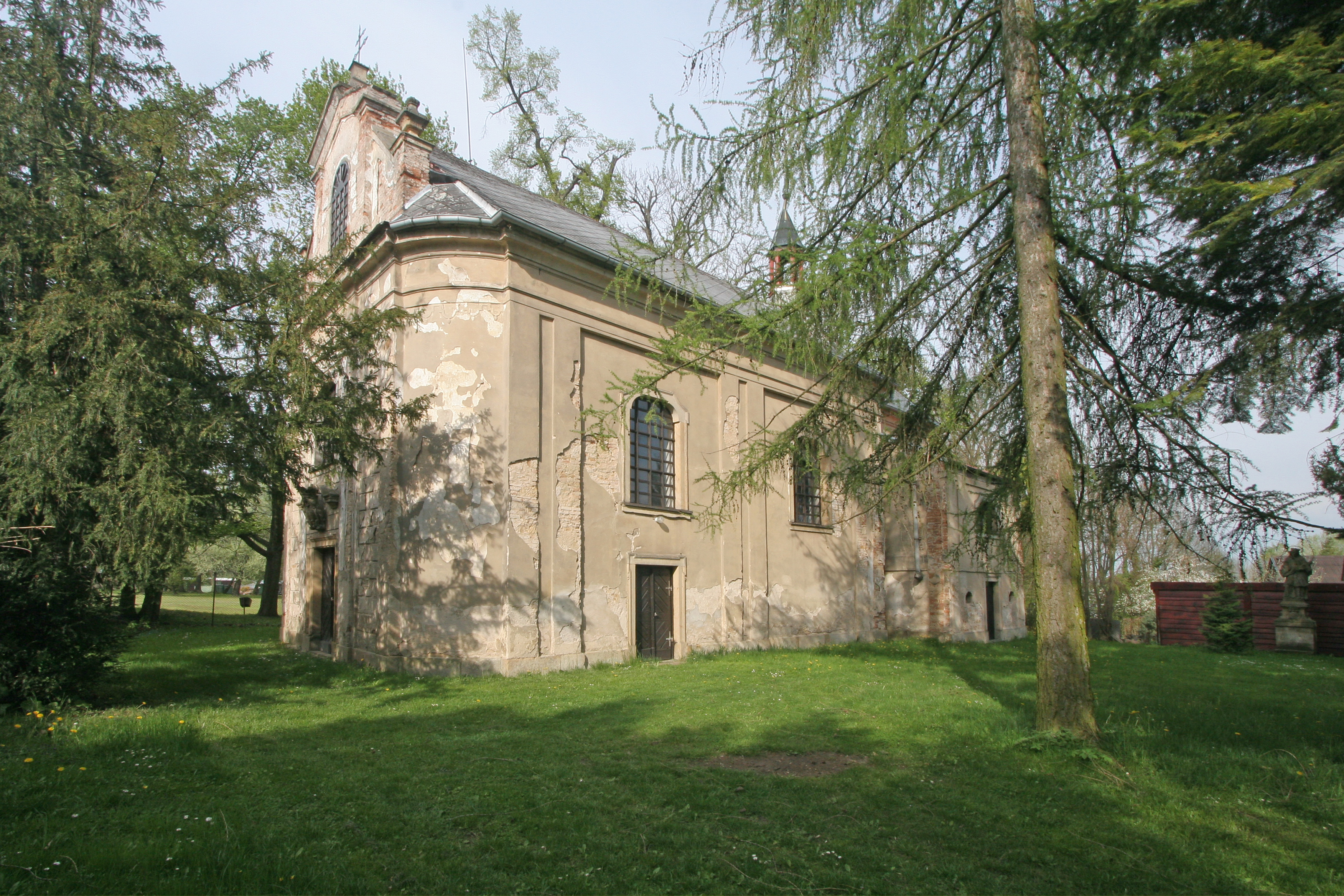
Kirche St. Wenzel
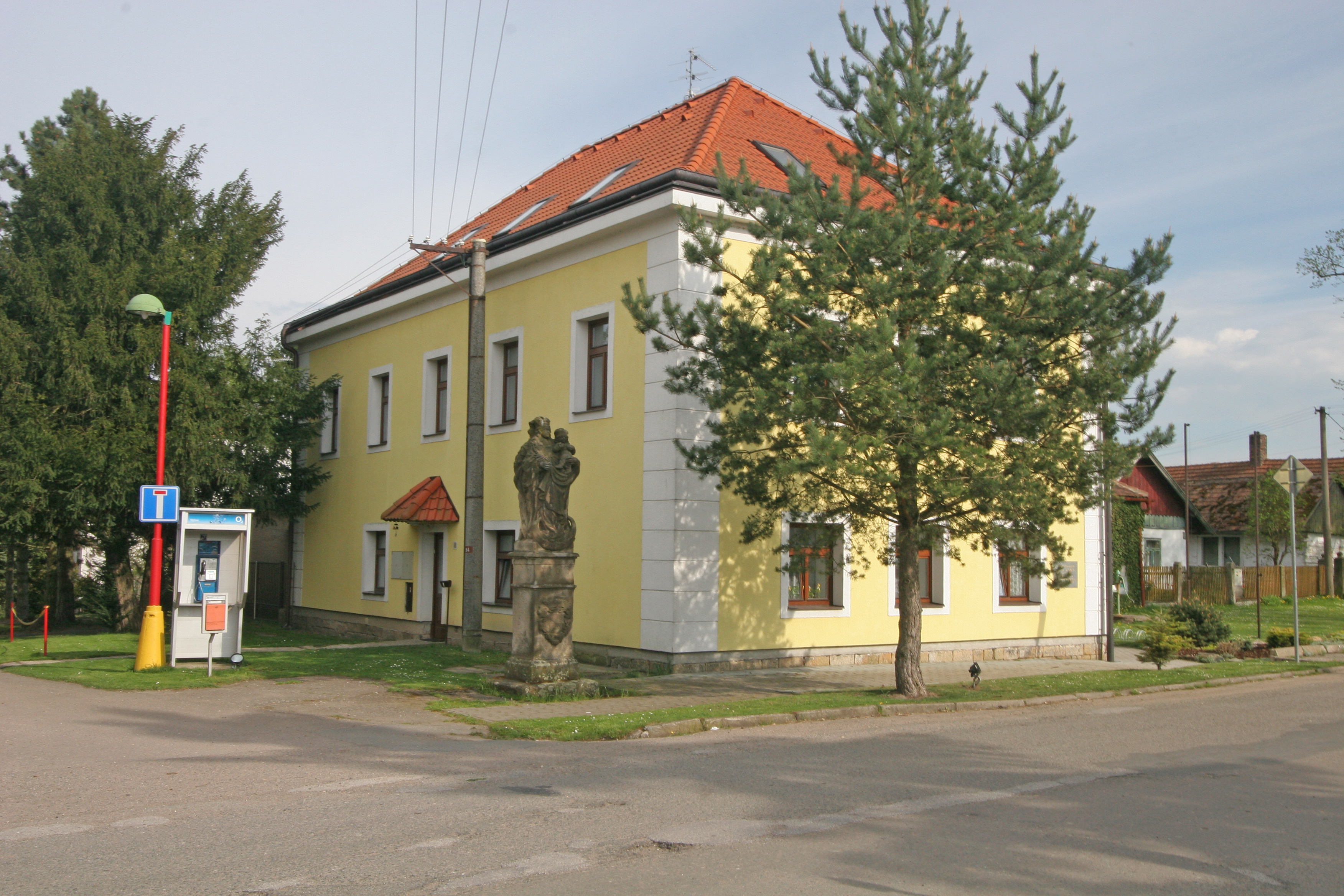
Rathaus
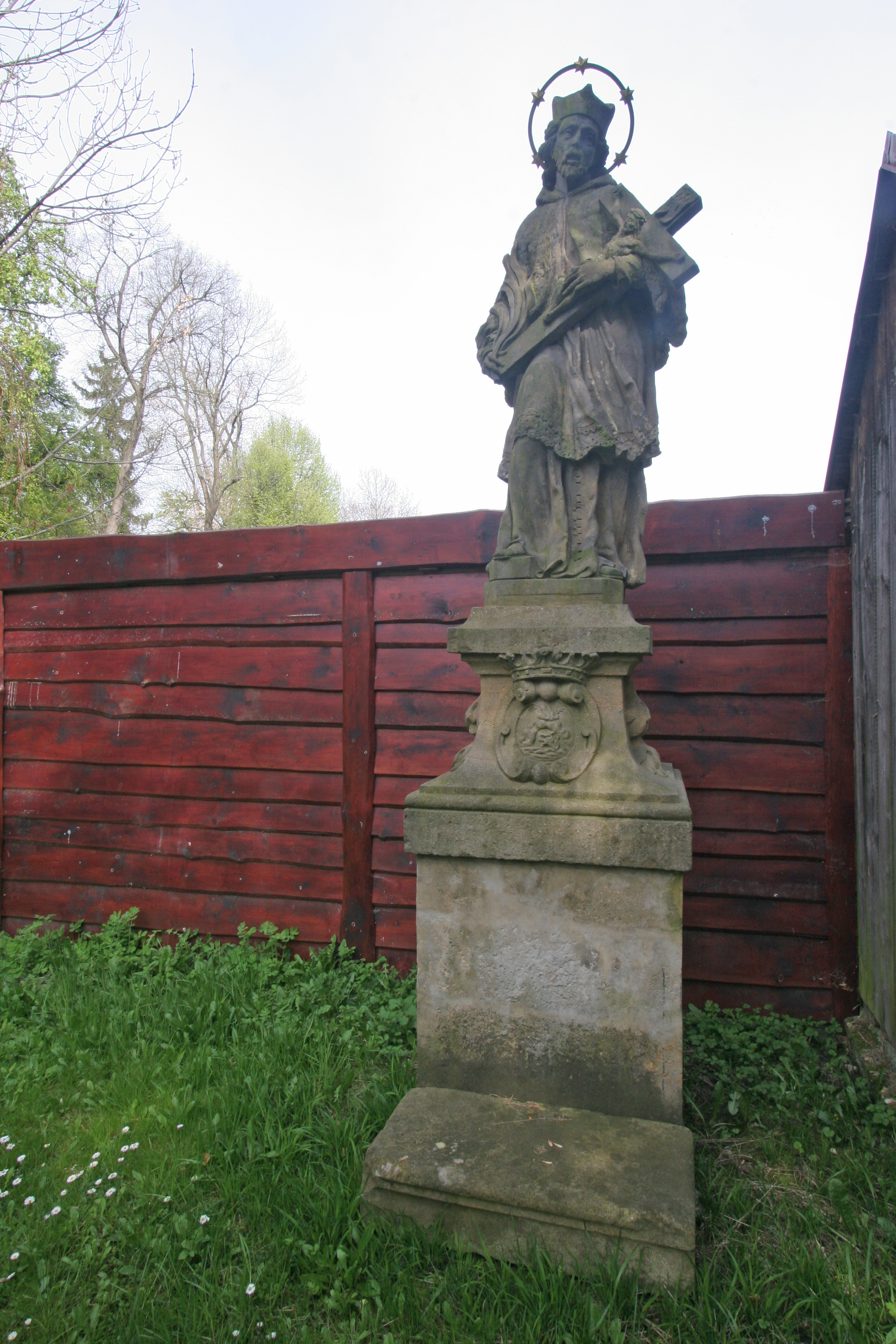
Statue von Jan Nepomucký
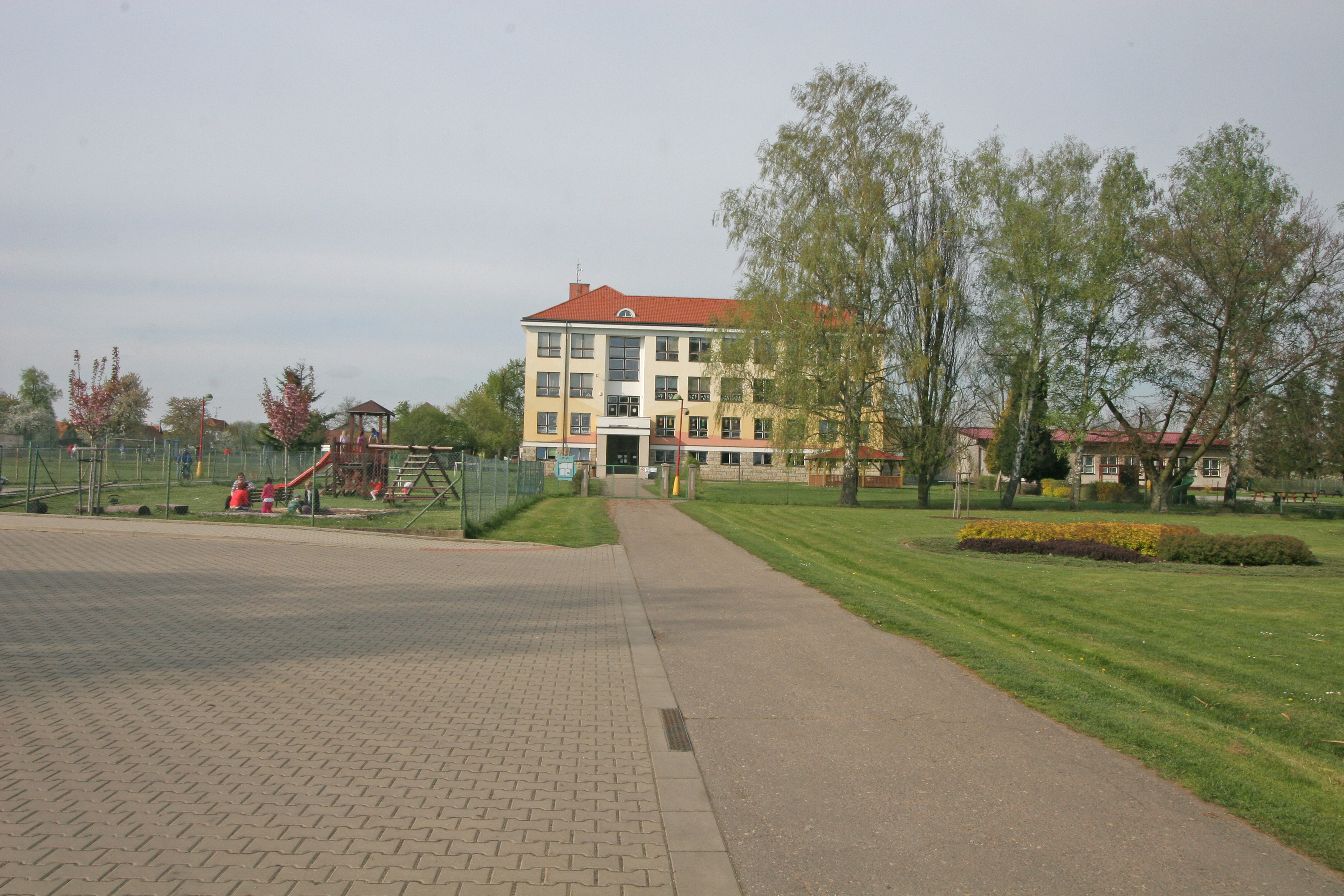
Schule
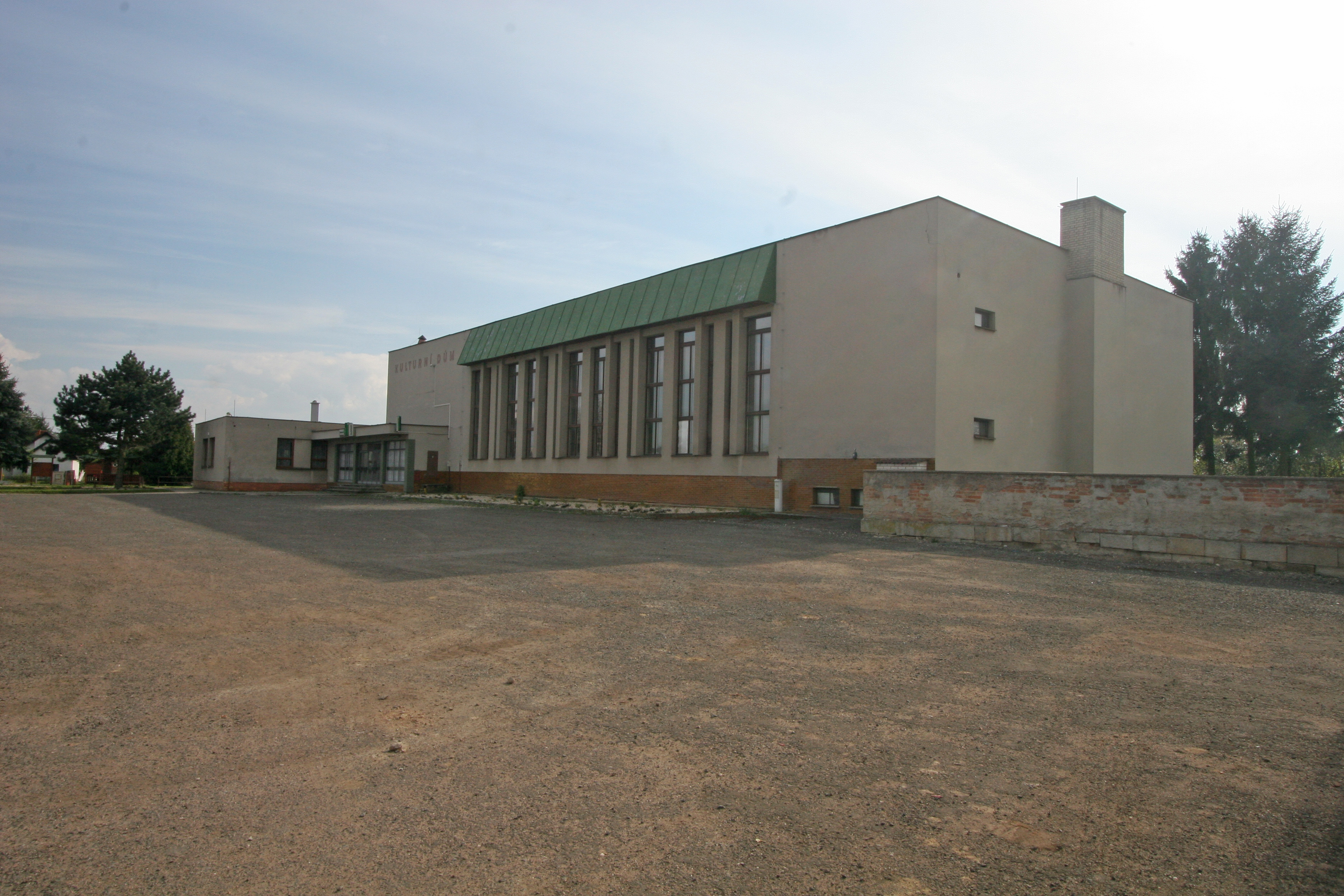
Kulturzentrum
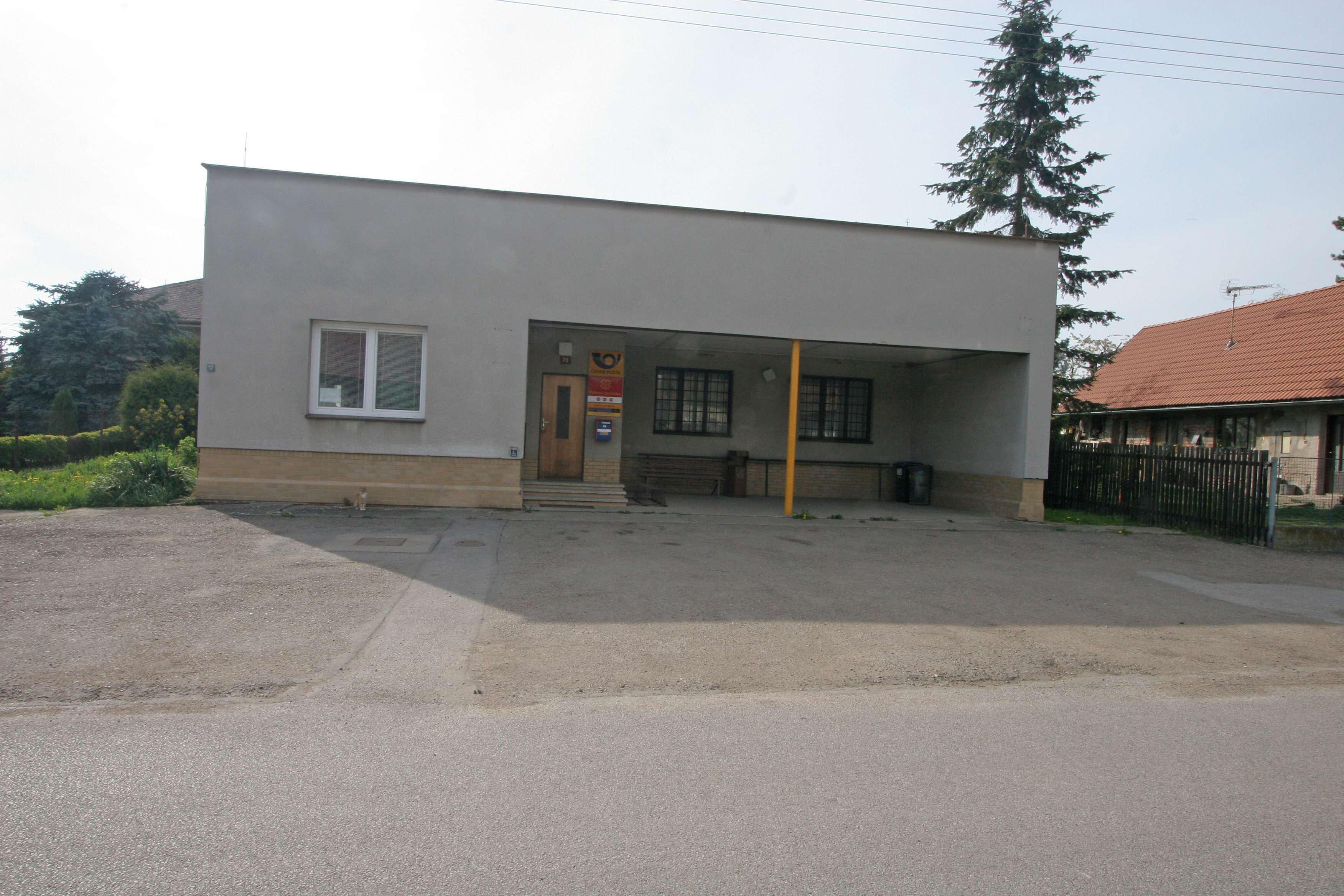
Postamt
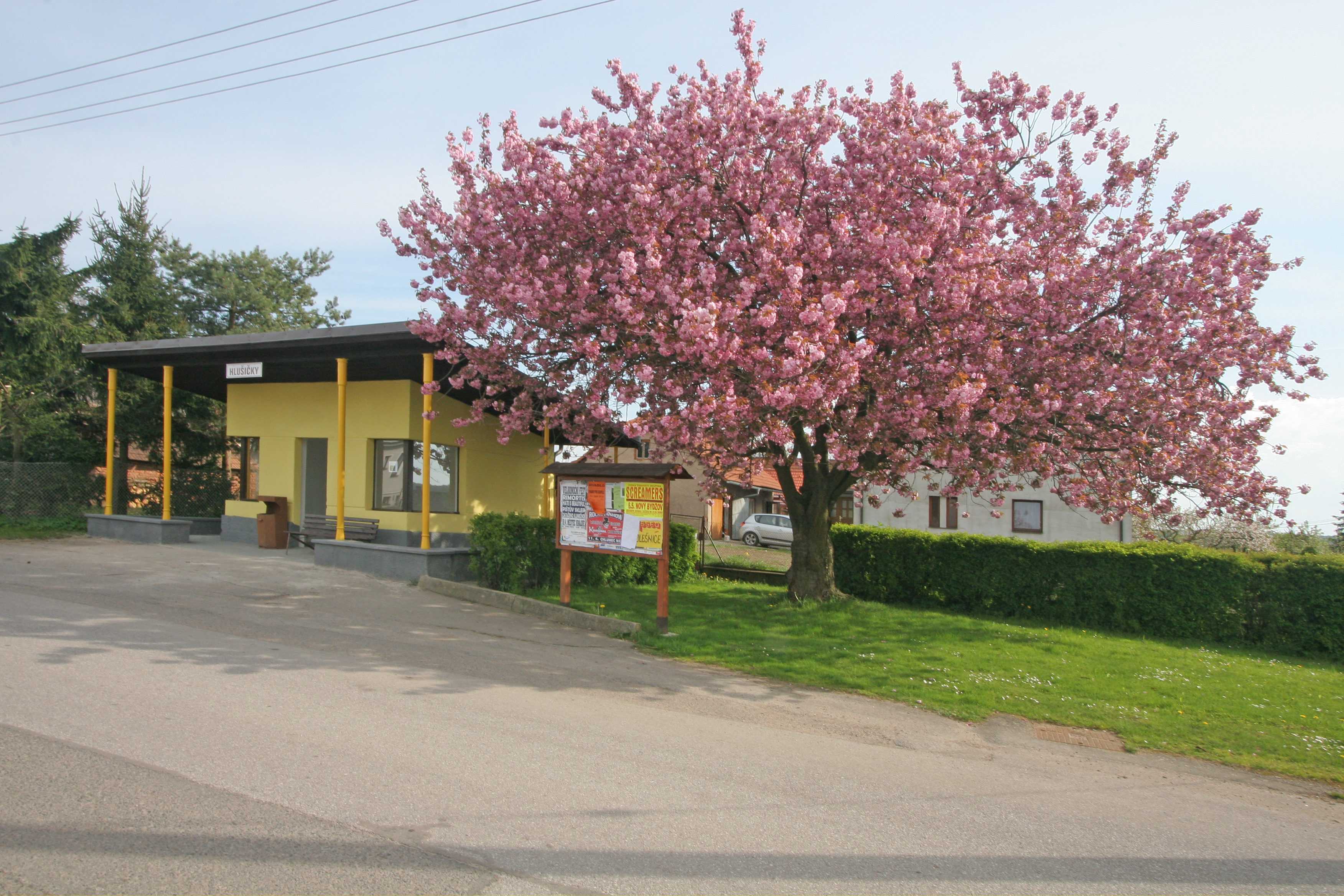
Bushaltestelle